# Mirabilistrombus listeri
Genre
Espèce
Synonymes
- Strombus listeri Gray, 1852
- Strombus mirabilis G. B. Sowerby II, 1870

Mirabilistrombus listeri ou Strombus listeri est une espèce de mollusques gastéropodes de la famille des Strombidae, seule connue du genre Mirabilistrombus. 

## Caractéristiques
- Taille maximale : 90 - 160 mm.

Particulièrement beau et considéré autrefois comme très rare (c'est une espèce d'eaux profondes), il est aujourd'hui fréquemment ramassé. Le labre présente un élargissement falciforme. la spire occupe les deux-cinquièmes de sa longueur.

## Habitat et répartition
Nord-est de l'océan Indien et mer d'Andaman. C'est une espèce d'eaux profondes. 